# 理容師美容師試験研修センター
公益財団法人理容師美容師試験研修センター（りようしびようししけんけんしゅうセンター）は、理容師および美容師の試験の実施に関する事務などを実施している公益法人。元厚生労働省所管。1990年（平成2年）設立。

## 概要
- 所在：東京都渋谷区笹塚二丁目1番6号 ＪＭＦビル笹塚01(8階)
- 理事長：遠藤弘良
- 副理事長：宮島俊彦

## 事業
1. 理容師・美容師の試験の実施に関する事務
2. 理容師・美容師の登録の実施等に関する事務
3. 管理理容師又は管理美容師になろうとする者に対して行う都道府県知事が指定する講習会（以下「指定講習会」という）の企画及び実施
4. 実技試験委員研修会等の事業
5. 理容師・美容師の資質の向上に関する調査研究
6. 理容師・美容師の試験及び指定講習会に関する出版物の刊行その他の情報提供